# Ventídio Cumano
Ventídio Cumano governou a província romana da Judeia, entre os anos 48 e 52 d.C., na condição de Procurador.

## Biografia
Cumano governou a Judeia numa época muito difícil, marcada pela fome que se alastrou pela região, agravada pela incidência de um Ano Sabático. O Talmud menciona que, nesse tempo, a rainha Helena de Adiabene, filha do rei Izatés, que havia se convertido ao Judaísmo e passado a residir em Jerusalém, procurou amenizar o sofrimento dos pobres da cidade, distribuíndo alimentos entre os mais necessitados.
A insatisfação para com o domínio romano crescia, semeando o terreno para o nacionalismo extremado e aguerrido, do qual os Zelotas eram os principais representantes. À época da Páscoa (Pessach), quando Jerusalém se enchia de devotos oriundos de todas as comunidades judaicas, inclusive da Diáspora,  o clima político-social se tornava particularmente tenso na cidade, obrigando o governador romano a reforçar a guarnição aquartelada na fortaleza Antônia, anexa ao Templo.
Foi durante a Páscoa de 48 que aconteceu um dos episódios mais sérios do governo de Cumano. Soldados romanos estavam postados nos telhados dos pórticos, vigiando a multidão, quando um deles ergueu a túnica como para defecar, produzindo um ruído que foi ouvido pelo povo abaixo. A multidão agitou-se, protestando e exigindo a punição do legionário,  e alguns jovens atiraram pedras nos soldados. Alertado, Cumano deslocou mais tropas através dos pórticos,  que investiram contra a multidão, encurralando-a no interior do Templo. Então, o pânico generalizou-se, fazendo com que, segundo Flávio Josefo, mais gente morresse pisoteada do que pelas espadas dos romanos ("Guerra Judaica" II xii).
Em 52, Cumano envolveu-se em outro episódio, que lhe custaria o cargo e acarretaria seu exílio. Alguns galileus a caminho de Jerusalém, foram atacados por aldeões samaritanos. Os judeus queixaram-se ao governador, mas este não tomou nenhuma providência. Em represália, os zelotas desfecharam um ataque contra aldeias da Samaria, matando indiscriminadamente velhos e jovens. Dessa vez, foram os samaritanos que se queixaram a Cumano, que fez executar todos os insurgentes judeus que pode prender. O descontentamento entre os judeus foi grande e ecos do fato chegaram ao governador da Síria, Caio Umídio Dúrmio Quadrado, que se encontrava em Tiro, nessa ocasião.
Apesar da província da Judeia não estar mais subordinada à da Síria (como no tempo dos Prefeitos), Quadrato chamou a si a questão, despachando os líderes judeus e samaritanos para Roma, onde deveriam apresentar suas causas diante do imperador, Cláudio, e determinando que Cumano deveria acompanhá-los. O julgamento de Cláudio favoreceu os judeus (graças às manobras de Herodes Agripa II). Cumano, então, acabou sendo também responsabilizado pelos distúrbios e desterrrado. Para o seu lugar, o imperador enviou um de seus favoritos: Marco Antônio Félix.